# 华茂艺术教育博物馆
华茂艺术教育博物馆（英語: Huamao Museum of Art Education）是一位于中国浙江省宁波市的博物馆，2020年落成。博物馆分为东钱湖馆区与华茂美术馆馆区。其中东钱湖馆区位于浙江省宁波市东钱湖旅游度假区连心路99号。占地面积7814平方米，建筑面积5300平方米，由葡萄牙建筑师阿尔瓦罗·西扎与卡洛斯·卡斯塔涅拉设计。